# Chirolophis tarsodes
Chirolophis tarsodes és una espècie de peix de la família dels estiquèids i de l'ordre dels perciformes.

## Descripció
- Fa 19 cm de llargària màxima.[8][9]

## Hàbitat i distribució geogràfica
És un peix marí, demersal (fins als 75 m de fondària) i de clima temperat, el qual viu al Pacífic nord-oriental: el mar de Bering i Haida Gwaii (la Colúmbia Britànica, el Canadà).

## Observacions
És inofensiu per als humans.